# Abuso psicológico
Abuso psicológico, frequentemente conhecido como abuso emocional ou abuso mental, é uma forma de Abuso caracterizada por uma pessoa submeter ou expor outra a um comportamento que pode resultar em Trauma psicológico, incluindo ansiedade, Depressão crônica, Depressão clínica ou Transtorno de estresse pós-traumático entre outros problemas psicológicos.
É frequentemente associado a situações de desequilíbrio de poder em relações abusivas, e pode incluir Assédio moral, Manipulação psicológica, assédio no trabalho, entre outros comportamentos que podem fazer o indivíduo sentir-se inseguro. Também pode ser perpetrado por pessoas que conduzem Tortura, outras formas de Violência, violações repentinas ou prolongadas de Violação de direitos humanos, especialmente sem recurso legal, como Detenção sem julgamento, Falsa acusação, condenações falsas e Difamação extrema, como quando cometido por Estado e mídia.

## Definição geral
Clínicos e pesquisadores ofereceram diferentes definições de abuso psicológico. De acordo com pesquisas atuais, os termos "abuso psicológico" e "abuso emocional" podem ser usados de forma intercambiável, a não ser quando associados à violência psicológica. Mais especificamente, "abuso emocional" é qualquer abuso que seja emocional em vez de físico. Pode incluir desde ofensas verbais e críticas constantes até táticas mais sutis, como intimidação, manipulação e recusa em demonstrar satisfação. Esse abuso ocorre quando alguém usa palavras ou ações para tentar controlar a outra pessoa, mantê-la com medo ou isolada, ou tentar destruir sua autoestima.
O abuso emocional pode assumir várias formas. Três padrões gerais de comportamento abusivo incluem agressão, negação e minimização; "Privação é outra forma de negação. Privação inclui recusar-se a ouvir, a comunicar-se e retirar-se emocionalmente como punição." Embora não haja uma definição estabelecida para abuso emocional, esse tipo de abuso pode conter definições além do abuso verbal e psicológico. Culpabilizar, envergonhar e chamar pelo nome são alguns comportamentos verbalmente abusivos que podem afetar emocionalmente a vítima. A autoestima e o bem-estar emocional da vítima são alterados e até diminuídos pelo abuso verbal, resultando em uma pessoa emocionalmente abusada.
A vítima pode sofrer efeitos psicológicos severos. Isso envolveria táticas de lavagem cerebral, que também se enquadram no abuso psicológico, mas o abuso emocional consiste na manipulação das emoções da vítima. A vítima pode sentir que suas emoções estão sendo manipuladas pelo abusador a ponto de não reconhecer mais seus próprios sentimentos sobre as questões que o abusador tenta controlar. O resultado é a destruição sistemática do autoconceito e da independência da vítima.
O Departamento de Justiça dos Estados Unidos define características emocionalmente abusivas como causar medo por intimidação, ameaçar automutilação, prejudicar o parceiro, filhos ou familiares e amigos do parceiro, destruição de animais de estimação e propriedades, e forçar o isolamento de família, amigos, escola ou trabalho. Comportamentos emocionalmente abusivos mais sutis incluem insultos, menosprezos, comportamentos arbitrários e imprevisíveis, e Gaslighting. A tecnologia moderna levou a novas formas de abuso, como por meio de mensagens de texto e ciberbullying.
Em 1996, Health Canada argumentou que o abuso emocional é "baseado em poder e controle", e define abuso emocional como incluindo rejeitar, degradar, aterrorizar, isolar, corromper/explorar e "negar responsividade emocional" como características do abuso emocional.
Vários estudos argumentam que um incidente isolado de agressão verbal, conduta dominante ou comportamento ciumento não constitui o termo "abuso psicológico". Em vez disso, ele é definido por um padrão desses comportamentos, diferentemente do abuso físico e do abuso sexual, onde apenas um incidente é necessário para rotulá-lo como abuso. Tomison e Tucci escrevem: "o abuso emocional é caracterizado por um clima ou padrão de comportamento(s) ocorrendo ao longo do tempo ... Assim, 'sustentado' e 'repetitivo' são componentes cruciais de qualquer definição de abuso emocional." Andrew Vachss, autor, advogado e ex-investigador de crimes sexuais, define abuso emocional como "a diminuição sistemática de outro. Pode ser intencional ou subconsciente (ou ambos), mas é sempre um curso de conduta, não um único evento."

## Prevalência

### Relações íntimas
Ao discutir os diferentes tipos de abuso psicológico em termos de relações domésticas violentas, é importante reconhecer quatro tipos diferentes: Dano denigratório à autoimagem ou autoestima do parceiro, Privação passivo-agressiva de apoio emocional, Comportamento de ameaça e Restrição de território pessoal e liberdade:
- Dano denigratório refere-se ao uso de agressão verbal, como gritos dirigidos ao parceiro, apresentados de forma profana e depreciativa.[14]
- Privação passivo-agressiva de apoio emocional refere-se à ação de evitar e retirar-se intencionalmente do parceiro, numa tentativa de negligência e abandono emocional.[14]
- Comportamento de ameaça refere-se a ameaças verbais ao parceiro que podem implicar causar dano físico, ameaças de divórcio, mentiras e ameaças de comportamentos imprudentes que podem pôr em risco sua segurança.[14]
- Restrição de território pessoal e liberdade refere-se ao isolamento do suporte social, afastando o parceiro de familiares e amigos. Pode incluir a retirada da autonomia do parceiro e a falta de limites pessoais.[14]

Relata-se que pelo menos 80% das mulheres que entram no sistema de justiça criminal devido à violência de parceiros também sofreram abuso psicológico por parte de seus companheiros. Essa violência de parceiro também é conhecida como abuso doméstico.
O abuso doméstico — definido como maus-tratos crônicos no casamento, família, namoro e outras relações íntimas — pode incluir comportamentos emocionalmente abusivos. Embora o abuso psicológico nem sempre leve ao abuso físico, o abuso físico em relações domésticas é quase sempre precedido e acompanhado por abuso psicológico. Murphy e O'Leary relataram que a agressão psicológica é o preditor mais confiável de agressão física posterior.
Uma revisão de 2012 por Capaldi et al., que avaliou fatores de risco para violência entre parceiros íntimos (VPI), observou que o abuso psicológico tem sido mostrado tanto associado quanto comum na VPI. Altos níveis de agressão verbal e conflito no relacionamento, "praticamente equivalente à agressão psicológica", previram fortemente a VPI; o ciúme masculino, em particular, foi associado a lesões de mulheres por VPI.
Tentativas de definir e descrever violência e abuso em relações íntimas heterossexuais podem tornar-se controversas, já que diferentes estudos apresentam conclusões divergentes sobre se homens ou mulheres são os principais instigadores. Por exemplo, um estudo de 2005 de Hamel relata que "homens e mulheres agredem física e emocionalmente um ao outro em taxas iguais." Basile constatou que a agressão psicológica era efetivamente bidirecional em casos em que casais hetero e homossexuais foram à justiça por distúrbios domésticos.
Um estudo de 2007 com universitários na Espanha, de 18 a 27 anos, verificou que a agressão psicológica (medida pela Escala de Táticas de Conflito) é tão disseminada em relacionamentos de namoro que pode ser considerada um elemento normalizado do namoro, e que as mulheres têm probabilidade substancialmente maior de apresentar agressão psicológica. Achados semelhantes foram relatados em outros estudos. Strauss et al. descobriram que parceiras íntimas em relações heterossexuais tinham mais probabilidade do que os homens de usar agressão psicológica, incluindo ameaças de agredir fisicamente ou arremessar um objeto.
Um estudo de jovens adultos por Giordano et al. constatou que mulheres em relações íntimas heterossexuais tinham mais probabilidade do que os homens de ameaçar usar faca ou arma de fogo contra o parceiro. Embora estudos aleguem que mulheres usam violência em relações íntimas tão frequentemente ou mais frequentemente que homens, a violência feminina é tipicamente autodefensiva em vez de agressiva.
Em 1996, o Centro Nacional de Informações sobre Violência Familiar (National Clearinghouse on Family Violence) para o Health Canada, informou que 39% das mulheres casadas ou em união estável sofreram abuso emocional de maridos/companheiros; e uma pesquisa de 1995 com mulheres de 15 anos ou mais apontou que 36–43% relataram abuso emocional durante a infância ou adolescência, e 39% experimentaram abuso emocional no casamento/namoro; esse relatório não aborda meninos ou homens que sofrem abuso emocional de famílias ou parceiros íntimos. Um documentário de rádio da BBC sobre abuso doméstico, incluindo maus-tratos emocionais, relata que 20% dos homens e 30% das mulheres foram abusados por um cônjuge ou outro parceiro íntimo.

### Abuso emocional infantil
O abuso psicológico de uma criança é comumente definido como um padrão de comportamento de pais ou cuidadores que pode interferir seriamente no desenvolvimento cognitivo, emocional, psicológico ou social da criança. De acordo com o DSM-5, Abuso Psicológico Infantil é definido como atos verbais ou simbólicos praticados por pai ou cuidador que podem resultar em dano psicológico significativo. Exemplos incluem gritar, comparar com outros, chamar pelo nome, culpar, gaslighting, manipular e normalizar o abuso devido ao status de menor de idade.
Alguns pais podem prejudicar emocional e psicologicamente seus filhos devido ao estresse, habilidades parentais deficientes, isolamento social, falta de recursos disponíveis ou expectativas inadequadas em relação às crianças. Straus e Field relatam que a agressão psicológica é uma característica abrangente das famílias americanas: "ataques verbais a crianças, como ataques físicos, são tão prevalentes que se tornam quase universais." Um estudo de 2009 por English et al. constatou que pais e mães eram igualmente propensos a ser verbalmente agressivos com seus filhos.

### Abuso emocional de idosos
Choi e Mayer realizaram um estudo sobre abuso de idosos (causar dano ou angústia a uma pessoa idosa), com resultados mostrando que 10,5% dos participantes foram vítimas de "abuso emocional/psicológico", frequentemente perpetrado por um filho ou outro parente. De 1288 casos em 2002–2004, 1201 indivíduos, 42 casais e 45 grupos foram identificados como abusados. Desses, 70% eram mulheres. Abuso psicológico (59%) e abuso material/financeiro (42%) foram os tipos mais frequentemente identificados. Um estudo em Hong Kong encontrou taxa de prevalência geral de abusos em idosos de 21,4%, dos quais 20,8% relataram abuso verbal.

### Ambiente de trabalho
As taxas de abuso emocional relatadas no ambiente de trabalho variam, com estudos mostrando 10%, 24% e 36% dos entrevistados indicando abuso emocional persistente e substancial por colegas.
Keashly e Jagatic descobriram que homens e mulheres cometem "comportamentos emocionalmente abusivos" no trabalho em taxas aproximadamente semelhantes. Em pesquisa online, Namie constatou que as mulheres eram mais propensas a praticar assédio moral no trabalho, como chamar pelo nome, e que a duração média do abuso era de 16,5 meses.
Pai e Lee encontraram que a incidência de violência no trabalho ocorre com mais frequência entre trabalhadores mais jovens. "Idade mais jovem pode refletir falta de experiência no trabalho, resultando em [incapacidade] para identificar ou prevenir situações potencialmente abusivas... Outro achado mostrou que menor escolaridade é fator de risco para violência." Este estudo também relata que 51,4% dos trabalhadores pesquisados já haviam sofrido abuso verbal, e 29,8% deles encontraram assédio moral e mobbing.

## Características dos abusadores
Em análise de dados do Estudo Longitudinal de Dunedin (coorte de nascimento), Moffitt et al. relatam que, embora homens apresentem mais agressão geral, o sexo não é preditor confiável de agressão interpessoal, incluindo agressão psicológica.
O estudo DARVO concluiu que, independentemente do gênero, pessoas agressivas compartilham um conjunto de traços, incluindo altas taxas de suspeita e ciúme; oscilações de humor súbitas e drásticas; baixo autocontrole; e taxas acima da média de aprovação de violência e agressão. Moffitt et al. também argumentam que homens com personalidade antissocial exibem dois tipos distintos de agressão interpessoal (uma contra estranhos e outra contra parceiras íntimas), enquanto mulheres antissociais raramente agem com agressão contra alguém que não seja parceiro masculino íntimo ou seus próprios filhos.
Abusadores podem buscar evitar tarefas domésticas ou exercer controle total das finanças familiares. Abusadores podem ser muito manipuladores, frequentemente recrutando amigos, autoridades e até familiares da vítima para seu lado, enquanto transferem a culpa para a vítima. A vítima pode internalizar o abuso e formar relacionamentos futuros com abusadores.

## Efeitos

### Abuso de parceiros íntimos
A maioria das vítimas de abuso psicológico em relacionamentos íntimos frequentemente experimenta mudanças em sua psique e comportamento. Isso varia conforme os tipos e duração do abuso emocional. Abuso emocional de longo prazo tem efeitos debilitantes na identidade e integridade da pessoa. Pesquisas mostram que o abuso emocional é precursor para o abuso físico quando três formas particulares de abuso emocional estão presentes no relacionamento: ameaças, restrição da parte abusada e dano à propriedade da vítima.
O abuso psicológico muitas vezes não é reconhecido por sobreviventes de Violência doméstica. Um estudo com estudantes universitários por Goldsmith e Freyd relata que muitos que sofreram abuso emocional não caracterizam o tratamento como abusivo. Além disso, Goldsmith e Freyd mostram que essas pessoas tendem a apresentar taxas acima da média de alexitimia (dificuldade em identificar e processar suas próprias emoções). Isso ocorre com vítimas de abuso em relações íntimas, pois não reconhecer as ações como abuso pode ser um mecanismo de defesa para dominar, minimizar ou tolerar estresse ou conflito.
Insatisfação conjugal ou de relacionamento pode ser causada por abuso ou agressão psicológica. Em um estudo de 2007, Laurent et al. relatam que a agressão psicológica em jovens casais está associada à diminuição da satisfação para ambos os parceiros: "a agressão psicológica pode servir de obstáculo ao desenvolvimento do casal porque reflete táticas de coerção menos maduras e uma incapacidade de equilibrar eficazmente necessidades próprias e alheias." Em estudo de 2008 sobre insatisfação em adolescentes, Walsh e Shulman explicam que "quanto mais agressiva psicologicamente a mulher era, menos satisfeitos estavam ambos os parceiros. A importância única do comportamento masculino foi encontrada sob a forma de retirada, uma estratégia de negociação de conflito menos madura. A retirada masculina durante discussões conjuntas previu aumento da satisfação."
Há muitas respostas diferentes ao abuso psicológico. Jacobson et al. descobriram que mulheres relatam taxas muito mais altas de medo durante conflitos conjugais. Contudo, uma réplica argumentou que os resultados de Jacobson eram inválidos devido às diferentes interpretações de questionários por homens e mulheres. Coker et al. descobriram que os efeitos do abuso mental foram similares independentemente do sexo da vítima. Estudo de 1998 com universitários homens por Simonelli & Ingram encontrou que homens emocionalmente abusados por parceiras exibiam taxas de depressão crônica maiores que a população geral. Pimlott-Kubiak e Cortina descobriram que a gravidade e duração do abuso foram os únicos preditores precisos dos efeitos posteriores ao abuso; o sexo do perpetrador ou da vítima não eram preditores confiáveis.

### Abuso de crianças
Os efeitos do abuso psicológico em crianças podem envolver várias questões de saúde mental, como transtorno de estresse pós-traumático, transtorno depressivo maior, transtornos de personalidade, baixa autoestima, agressividade, ansiedade e falta de resposta emocional. Esses efeitos podem ser exemplificados pela crítica constante, viver regularmente sob ameaças ou ser rejeitado, exemplificados pela privação de amor e apoio, bem como pela falta de orientação dos responsáveis.
English et al. relatam que crianças cujas famílias são caracterizadas por violência interpessoal, incluindo agressão psicológica e verbal, podem apresentar esses transtornos. Além disso, English et al. relatam que o impacto do abuso emocional "não difere significativamente" do abuso físico. Johnson et al. reportam que, em pesquisa com pacientes femininas, 24% sofreram abuso emocional, e esse grupo apresentou taxas maiores de problemas ginecológicos. Em estudo de Hines e Malley-Morrison, que avaliaram homens emocionalmente abusados por companheiras ou pais, vítimas exibem altas taxas de transtorno de estresse pós-traumático e dependência química, incluindo alcoolismo.
Glaser relata: "Um bebê severamente privado de nutrição emocional básica, embora fisicamente bem cuidado, pode falhar em prosperar e pode eventualmente morrer. Bebês com privação emocional menos severa podem crescer ansiosos e inseguros, lentos no desenvolvimento e com baixa autoestima." Glaser também informa que o abuso impacta a criança de várias maneiras, especialmente no comportamento, incluindo: insegurança, baixa autoestima, comportamento destrutivo, atos de raiva (como incêndio criminoso e crueldade animal), isolamento, desenvolvimento deficiente de habilidades básicas, abuso de álcool ou drogas, suicídio, dificuldade em formar relacionamentos e histórico instável de emprego.
Oberlander et al. descobriram que, entre jovens, aqueles com histórico de maus-tratos mostraram que angústia emocional é um preditor de início precoce de atividade sexual. Oberlander et al. afirmam: "Um histórico de maus-tratos na infância, incluindo... abuso psicológico e negligência, foi identificado como fator de risco para início precoce de atividade sexual ... Em famílias onde ocorreu maus-tratos, crianças tendiam a experimentar maior angústia emocional e, posteriormente, envolver-se em relações sexuais até os 14 anos. É possível que jovens maltratados se sintam desconectados de famílias que não os protegeram e, em seguida, busquem relacionamentos sexuais para obter apoio, busca de companhia ou melhorar sua posição com os pares." Evidencia-se que abuso psicológico na infância é preditor de início precoce de conduta sexual, em vez de tardia.

### Abuso no trabalho
O abuso psicológico foi encontrado presente no ambiente de trabalho conforme pesquisas anteriores. O estudo de Namie sobre abuso emocional no trabalho descobriu que 31% das mulheres e 21% dos homens que relataram abuso emocional no trabalho exibiram três sintomas-chave de transtorno de estresse pós-traumático (hipervigilância, imagens intrusivas e comportamentos de evitação). Os efeitos psicológicos, profissionais, financeiros e sociais mais comuns do assédio sexual e retaliação são:
- Estresse psicológico e comprometimento da saúde, perda de motivação.
- Queda no desempenho profissional ou acadêmico devido a condições de estresse; aumento de absenteísmo por medo de repetição do assédio.
- Necessidade de abandonar cursos, mudar planos acadêmicos ou sair da instituição (perda de matrícula) por medo ou estresse.
- Objetificação e humilhação por escrutínio e fofoca.
- Perda de confiança em ambientes semelhantes onde ocorreu o assédio.
- Perda de confiança em pessoas em posições semelhantes às do assediador ou colegas, especialmente se não forem solidários, dificuldade de relacionamento com colegas.
- Efeitos na vida sexual e relacionamentos: pode provocar estresse extremo em relacionamentos, às vezes resultando em divórcio.
- Enfraquecimento da rede de apoio ou ostracismo de círculos profissionais ou acadêmicos (amigos, colegas ou família podem se distanciar ou repudiar a vítima).
- Depressão, ansiedade ou ataques de pânico.
- Insônia ou pesadelos, dificuldade de concentração, cefaleia, fadiga.
- Transtornos alimentares (perda ou ganho de peso), alcoolismo e sensação de impotência ou perda de controle.[61][62][63][64]
- Original: Commission of the European Communities (EEC) (24 de fevereiro de 1992). Commission Recommendation of 27 November 1991 on the protection of the dignity of women and men at work (92/131/EEC). Official Journal of the European Communities. 35. [S.l.: s.n.] pp. 0001–0008[65][66]

## Abuso de idosos
Idosos que sofreram abuso psicológico apresentam desfechos semelhantes a outros grupos populacionais, como depressão, ansiedade, sentimentos de isolamento, negligência e impotência. Estudo em 355 idosos chineses (60 ou mais anos) encontrou que 75% dos agressores eram filhos adultos dos idosos. Esses indivíduos sofreram consequências do abuso, especialmente abuso verbal, que contribuiu para sua angústia psicológica.

## Prevenção

### Em relacionamentos íntimos
O reconhecimento do abuso é o primeiro passo para a prevenção. Muitas vezes é difícil para as vítimas de abuso reconhecerem sua situação e buscar ajuda. Para aqueles que de fato procuram ajuda, pesquisas mostraram que pessoas que participam de um programa de prevenção à violência em relacionamentos íntimos relatam menos agressão psicológica contra seus alvos de abuso psicológico, e a percepção de vitimização por abuso psicológico diminuiu ao longo do tempo no grupo de tratamento.
Existem organizações sem fins lucrativos que oferecem serviços de apoio e prevenção, como a Linha Nacional de Apoio à Violência Doméstica, o Exército de Salvação e o Benefits.gov.

### Na família
O abuso infantil na forma exclusiva de maus-tratos emocionais/psicológicos é frequentemente o mais difícil de identificar e prevenir, pois organizações governamentais, como o Serviço de Proteção à Criança nos Estados Unidos, costumam ser o único método de intervenção, e a instituição "must have demonstrable evidence that harm to a child has been done before they can intervene. Due to this a lot of victims may stay in the care of their abuser. Since emotional abuse doesn't result in physical evidence such as bruising or malnutrition, it can be very hard to diagnose."
Alguns pesquisadores, porém, começaram a desenvolver métodos para diagnosticar e tratar esse tipo de abuso, incluindo a capacidade de: identificar fatores de risco, fornecer recursos às vítimas e suas famílias, e fazer perguntas adequadas para ajudar a identificar o abuso.

### No local de trabalho
A maioria das empresas nos Estados Unidos oferece acesso a um departamento de recursos humanos, para reportar casos de abuso psicológico/emocional. Além disso, muitos gestores são obrigados a participar de programas de gestão de conflitos, a fim de garantir que o ambiente de trabalho mantenha uma "open and respectful atmosphere, with tolerance for diversity and where the existence of interpersonal frustration and friction is accepted but also properly managed."
As organizações devem adotar políticas de tolerância zero para abuso verbal profissional. Educação e treinamento são necessários para ajudar os funcionários a aprimorar suas habilidades ao responder ao abuso verbal profissional entre colegas.

## Percepções populares
Diversos estudos encontraram duplo padrãos em como as pessoas tendem a avaliar o abuso emocional cometido por homens em comparação ao cometido por mulheres. Follingstad et al. constataram que, ao avaliar vinhetas hipotéticas de abuso psicológico em casamentos, psicólogos profissionais tendem a classificar o abuso masculino contra a mulher como mais sério do que cenários idênticos descrevendo abuso feminino contra o homem: "the stereotypical association between physical aggression and males appears to extend to an association of psychological abuse and males".:446
De forma semelhante, Sorenson e Taylor entrevistaram aleatoriamente residentes de Los Angeles, Califórnia, sobre suas opiniões a respeito de vinhetas hipotéticas de abuso em relacionamentos heterossexuais.
O estudo delas verificou que o abuso cometido por mulheres — incluindo comportamentos controladores ou humilhantes — era tipicamente visto como menos sério ou prejudicial do que abusos idênticos cometidos por homens. Além disso, observaram que os entrevistados apresentaram maior variedade de opiniões sobre perpetradoras femininas, refletindo a ausência de normas claramente definidas em comparação aos casos de abusadores masculinos.
Ao considerar o estado emocional dos agressores psicológicos, psicólogos têm focado na agressão como fator contributivo. Embora costume-se considerar os homens mais agressivos, pesquisadores têm estudado a agressão feminina para entender padrões de abuso psicológico em situações envolvendo agressores do sexo feminino. Segundo Walsh e Shluman, "The higher rates of female initiated aggression [including psychological aggression] may result, in part, from adolescents' attitudes about the unacceptability of male aggression and the relatively less negative attitudes toward female aggression".
Alguns pesquisadores passaram a investigar por que as mulheres geralmente não são consideradas abusivas. O estudo de Hamel (2007) concluiu que uma "prevailing patriarcal conception of violência entre parceiros íntimos" leva a relutância sistemática em estudar mulheres que abusam psicológica e fisicamente de parceiros masculinos.
Dutton observou que homens que sofrem abuso emocional ou físico frequentemente enfrentam culpabilização da vítima, presumindo-se erroneamente que o homem provocou ou mereceu o mau-trato de sua parceira. De modo semelhante, vítimas de violência doméstica tendem a culpar seu próprio comportamento, em vez da violência do agressor. Essas vítimas podem tentar continuamente mudar seu comportamento e circunstâncias para agradar o agressor.
Muitas vezes, isso gera maior dependência da vítima em relação ao abusador, pois a vítima pode restringir seus próprios recursos na tentativa de agradar o abusador. Um estudo de 2002 concluiu que agressores emocionais frequentemente buscam exercer controle total sobre diferentes aspectos da vida familiar, comportamento que só se sustenta se a vítima procurar agradar o agressor.
Muitos abusadores conseguem manipular suas vítimas, persuadindo-as a conformar-se às suas vontades, em vez de forçá-las diretamente. Simon argumenta que, por a agressão em relacionamentos abusivos ser sutil e encoberta por táticas de manipulação e controle, as vítimas frequentemente não percebem a verdadeira natureza da relação até que ela se agrave consideravelmente.

## Causas culturais
Uma pesquisadora em 1988 afirmou que o abuso contra a esposa decorre de "normal psychological and behavioral patterns of most men ... feminists seek to understand why men, in general, use physical force against their partners and what functions this serves for a society in a given historical context".
Dobash e Dobash (1979) afirmaram que "Men who assault their wives are living up to cultural prescriptions that are cherished in Western society – aggressiveness, male dominance and female subordination – and they are using physical force as a means to enforce that dominance", enquanto Walker declara que os homens exibem uma "socialized androcentric need for power".
Embora algumas mulheres sejam agressivas e dominadoras em relação a parceiros masculinos, um relatório de 2003 concluiu que a maioria dos abusos em uniões heterossexuais — cerca de 80% nos EUA — é perpetrada por homens. (Críticos enfatizam que este estudo do Departamento de Justiça examina dados de crime, e não aborda especificamente números de abuso doméstico. Embora as categorias de crime e abuso doméstico possam se sobrepor, muitos casos de abuso não são considerados crimes nem registrados pela polícia — críticos argumentam que não se pode considerar o estudo do DOJ como retrato abrangente do abuso doméstico.) Um estudo de 2002 afirma que dez por cento da violência no Reino Unido, no geral, é praticada por mulheres contra homens. Contudo, dados mais recentes sobre abuso doméstico (incluindo emocional) indicam que 3 em cada 10 mulheres e 1 em cada 5 homens já sofreram abuso doméstico.
Uma fonte afirmou que, no passado, sistemas jurídicos endossavam tradições de dominação masculina, e apenas em anos recentes os agressores começaram a ser punidos por seus atos. Em 1879, um jurista de Harvard escreveu: "The cases in the American courts are uniform against the right of the husband to use any chasteamento, moderate or otherwise, toward the wife, for any purpose."
Embora reconheçam o valor de pesquisas anteriores e temas destacados, críticos afirmam que a hipótese de dominação cultural masculina é insustentável como explicação geral por vários motivos:
- Um estudo de 1989 concluiu que variáveis raciais, étnicas, culturais, subculturais, nacionais, religiosas, dinâmicas familiares e transtornos mentais tornam difícil definir papéis masculinos e femininos aplicáveis a toda a população.[87]
- Um estudo de 1995 concluiu que desacordos sobre compartilhamento de poder em relacionamentos estão mais associados ao abuso do que desequilíbrios de poder.[88]
- Estudos revisados por pares mostraram resultados inconsistentes ao examinar diretamente crenças patriarcais e abuso conjugal. Yllo e Straus (1990) afirmaram que mulheres de "baixo status" nos EUA sofriam taxas mais altas de abusos,[89] mas uma réplica qualificou essas conclusões como "confusas e contraditórias".[1] Smith (1990) estimou que crenças patriarcais causam apenas 20% dos casos de abuso conjugal.[90] Campbell (1993) escreveu que "não há correlação linear simples entre status feminino e taxas de agressão conjugal."[91]:19 Estudos posteriores encontraram achados similares.[92][93]

Além disso, um estudo de 1994 com hispânicos americanos revelou que homens tradicionalistas apresentavam taxas menores de abuso contra mulheres.
- Estudos dos anos 1980 mostraram que programas baseados no modelo de privilégio patriarcal são falhos devido à fraca ligação entre abusividade e atitudes culturais ou sociais.[95][96][97]
- Um estudo de 1992 desafiou a ideia de que o abuso ou controle masculino seja culturalmente sancionado, concluindo que homens abusivos são vistos como parceiros inadequados para namoro ou casamento.[98] Um estudo de 1988 concluiu que uma minoria de homens abusivos pode ser considerada pervasivamente misógina.[99] Um estudo de 1986 concluiu que a maioria dos homens que cometem abuso conjugal reconhece que seu comportamento foi inadequado.[100] Um estudo de 1970 concluiu que uma minoria de homens aprova abuso conjugal mesmo em circunstâncias limitadas.[101]

Estudos das décadas de 1970 e 1980 concluíram que a maioria dos homens não é abusiva com namoradas ou esposas durante o relacionamento, contrariando a ideia de que agressão contra mulheres faz parte da cultura masculina.
- Em 1994, um pesquisador afirmou que os numerosos estudos mostrando que relacionamentos heterossexuais e entre homens gays têm taxas menores de abuso do que relacionamentos lésbicos, e que mulheres que tiveram relações tanto com homens quanto com mulheres tendem a ser mais abusadas por mulheres, "são difíceis de explicar em termos de dominação masculina".[1] Além disso, Dutton afirmou que "patriarchy must interact with psychological variables in order to account for the great variation in power-violence data. It is suggested that some forms of psychopathology lead to some men adopting patriarchal ideology to justify and rationalize their own pathology."

Um estudo de 2010 afirmou que visões fundamentalistas de religiões tendem a reforçar o abuso emocional, e que "Gender inequity is usually translated into a power imbalance with women being more vulnerable. This vulnerability is more precarious in traditional patriarchal societies."
No Gênesis Deus pune especificamente as mulheres após Adão e Eva desobedecerem: "in sorrow, thou shalt bring forth children: and thy desire shall be to thy husband, and he shall rule over thee"; Deus também condena Adão a uma vida de trabalho, pelo pecado de ouvir sua esposa.
Alguns estudos afirmam que proibições religiosas fundamentalistas contra o divórcio podem dificultar que homens ou mulheres religiosos deixem um casamento abusivo. Uma pesquisa de 1985 com clérigos protestantes nos EUA, de Jim M. Alsdurf, constatou que 21% deles concordavam que "no amount of abuse would justify a woman's leaving her husband, ever", e 26% concordavam que "a wife should submit to her husband and trust that God would honor her action by either stopping the abuse or giving her the strength to endure it."
Um relatório de 2016 da Muslim Women's Network UK citou barreiras para mulheres muçulmanas em casamentos abusivos que buscam divórcio por meio de serviços do Conselho de Sharia. Essas barreiras incluem: citar seletivamente textos religiosos para desencorajar o divórcio; culpar a mulher pelo fracasso do casamento; dar mais peso ao testemunho do marido; exigir dois testemunhos masculinos; e pressionar para mediação em vez de conceder o divórcio, mesmo com presença de violência doméstica.
No mundo atual, várias formas de abuso são cada vez mais reconhecidas globalmente. O nível de conscientização sobre o abuso varia de país para país. Tanto vítimas quanto agressores têm sido mais prontamente identificados em comparação com épocas passadas.